# Pferdeführerschein Umgang
Der Pferdeführerschein Umgang ist in Deutschland die Voraussetzung des Erwerbs eines Abzeichens im Pferdesport.

## Der Pferdeführerschein Umgang als Voraussetzung für Leistungsabzeichen
Folgende Abzeichen können auf dieser Grundlage erworben werden:
- DRA (Deutsches Reitabzeichen 5),
- DVA (Deutsches Voltigierabzeichen 4),
- DFA (Deutsches Fahrabzeichen 5 für Ein- oder Zweispänner),
- DLA (Deutsches Longierabzeichen 5)
- WRA (Westernreitabzeichen).
- Deutscher Reitpass

Der Pferdeführerschein Umgang wurde durch die Ausbildungs- und Prüfungsordnung (APO) 2020 eingeführt. Er ersetzt damit den vormaligen Basispass Pferdekunde. Der Basispass Pferdekunde war bis 2013 die Voraussetzung für die jeweils niedrigsten Abzeichen im Reiten, Westernreiten, Fahren, Longieren und Voltigieren. Diese wiederum waren Voraussetzung für die jeweils höheren Abzeichen.
Mit der APO 2014 wurden die bisherigen Motivationsabzeichen (Steckenpferd, Kleines Hufeisen, Großes Hufeisen) in altersoffene Abzeichen umgewandelt. Diese konnten jedoch weiterhin ohne den Basispass Pferdekunde abgelegt werden. Mit Einführung der APO 2014 war wahlweise die erfolgreiche Teilnahme an der Prüfung zum Basispass oder der Erwerb der Reitabzeichen 6 und 7 Voraussetzung für den Erwerb der nächsthöheren Leistungsabzeichen (Reitabzeichen 5, Voltigierabzeichen 4, Fahrabzeichen 5 und Longierabzeichen 5). Dieses sind weiterhin Voraussetzung für die jeweils höheren Abzeichen.

## Lehrgang und Prüfung
In einem Lehrgang zum Pferdeführerschein Umgang lernt man grundlegende Kenntnisse von Umgang und Haltung des Pferdes sowie zu dessen Verhalten. Auch Personen, die selbst nicht reiten, können den Pferdeführerschein Umgang ablegen, z. B. die Eltern reitender Kinder oder Partner von Pferdesportlern.
Die Prüfung zum Pferdeführerschein Umgang besteht aus einem theoretischen und einem praktischen Teil. In ihr werden Kenntnisse über die Grundlagen der Pferdehaltung und Fertigkeiten im Umgang mit dem Pferd abverlangt.